# Дымов, Феликс Яковлевич
Фе́ликс Я́ковлевич Ды́мов (настоящая фамилия — Су́ркис; 8 октября 1937 — 8 сентября 2016) — русский советский писатель, поэт, публицист и переводчик.

## Биография
Родился в Ленинграде, там же провёл блокаду, а затем по Дороге жизни был вывезен в детдом, располагавшийся в Кировской области. В последующие годы жил Березниках Пермской области, в Ворошиловграде (ныне Луганск, Украина), затем в Меловском районе Ворошиловградской области, куда по мере освобождения посылали работать отца. В 1954 году вернулся в Ленинград, в 1955 году поступил в Ленинградский военно-механический институт. После окончания института работал конструктором в области ракетостроения и краностроения, затем начальником участка и начальником цеха на заводе. Последнее десятилетие своего 25-летнего инженерного стажа (1959—1984) занимался конструированием и внедрением в строительство мирных пороховых инструментов типа монтажного пистолета, монтажных прессов. Имеет авторские свидетельства на изобретения. С 1989 года занимался издательской деятельностью, руководил издательством «Лицей».
С середины 1970-х годов — профессиональный писатель. Первая публикация — фантастический рассказ «Загадочная гравюра», опубликованный в журнале «Байкал» в 1968 году.
Член Межрегионального Союза писателей Северо-Запада.
Жил в Санкт-Петербурге, женат, имеет троих сыновей и четырёх внуков.

## Творчество
Ф. Дымов — автор 15 опубликованных книг, его повести и рассказы печатались в разных сборниках и переводились на чешский, словацкий, болгарский, украинский и другие языки.
Фантастические произведения автора тяготеют к «мягкой» (гуманитарной) фантастике, современной «городской фэнтези», фантастической сказке. Среди произведений выделяются сказочно-мифологическая повесть «Перекрёсток, или Сказка о Тави» (1974), повесть «Школа» (1984), рассказы «Сова» (1976), «Сотворение мира» (1975). Действие последнего происходит на борту «звёздного ковчега», а герои в буквальном смысле творят новую реальность — ожидающий их мир далёкой звезды. Известен также повестью детской научной фантастики «Алёнкин астероид» (1981).
В середине 1970-х годов участвовал в нескольких радиопостановках, созданных на основе повестей-буриме ленинградских фантастов: «Я — Галактика» (1975), «Седьмой океан» (1975—1976), «Зелёные стрелы» (1977). По повести Дымова «Школа» (1984) в том же году был поставлен радиоспектакль «Школа в Дыницах», который шёл на Ленинградском радио в течение 10 лет.
Был в числе участников первого советского конвента любителей фантастики — областного семинара КЛФ в Перми (1981).
Некоторое время (до 1989 года) был старостой семинара Бориса Стругацкого.
Творчество писателя не исчерпывается жанрами фантастики и сказки. У него вышло 9 книг детских стихов, книга лирики, статьи, переводы с английского. С 2000 года Дымов — главный редактор книжного проекта «Гитара Времени: Антология авторской песни», активно занимается популяризации авторской песни. В 2005 году вышел реалистический роман Дымова «Шесть дней» и повесть-байка «Салют, воронята!».

## Публикации

### Романы
Шесть дней (2005)
Дети Твира (опубл. 2016)

### Сборники
- Благополучная планета (1989)
- Полторы сосульки (1989)

### Повести
- Аленкин астероид)1981)
- Школа (1984)
- Прогулка (1989)
- «Слышу! Иду!» (1989)
- Где ты нужен (1990)
- Салют, воронята! (2005)

### Рассказы
- Загадочная гравюра (1968) (= Фантастическая гравюра)
- Сердце плато (1972)
- Перекрёсток, или Сказка о Тави (1974)
- Лицо (1974)
- В купе (1974)
- Ссора (1974)
- Нос (1974)
- Камуфляж (1974)
- Сотворение мира (1975)
- Сова (1976) (= Расскажи мне про Стешиху, папа…)
- Эти солнечные, солнечные зайчики… (1980)
- Горький напиток «Сезам» (1982)
- Эндшпиль (1983)
- Авария (1988)
- Нулевой паритет (1988) (= Букля)
- На углу Митрофаньевской улицы (1988)
- Наава (1988)
- Мой сосед (1988)
- Полторы сосульки (1989)
- Эриния (1989) (= Эринния)
- Колобок (1989)
- Стриж (1989)
- Благополучная планета Инкра (1989)
- Проводы белых ночей (1989)
- Тест № 17 (1989)
- Сиреневый туман (1989)
- Эхо (1989)
- Хомо авиенс (1989)
- А она уходила… (1989)
- Я + я (1989)
- Ищу себя (1989)